# 柱葉大戟
柱葉大戟（学名：Euphorbia cylindrifolia），又名圓椎葉大戟或筒葉麒麟，是馬達加斯加特有的一種大戟屬植物。它們生長在亞熱帶或熱帶的乾旱森林及叢林，但受到環境破壞的影響。